# Donje Ladanje
Donje Ladanje – wieś w Chorwacji, w żupanii varażdińskiej, w gminie Maruševec. W 2011 roku liczyła 1166 mieszkańców.